# Castillo de Santed

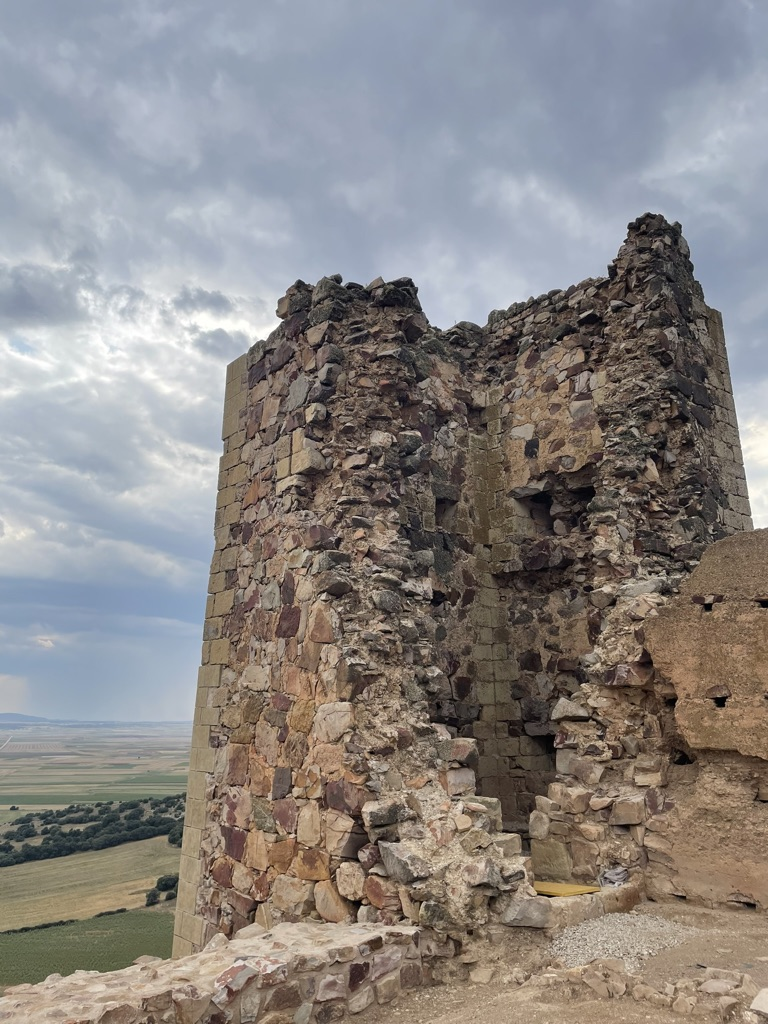

El castillo de Santed es un castillo en el municipio de Santed en la comarca de Campo de Daroca (Aragón). Situado en una montaña, domina la frontera con Castilla. De gran importancia en la defensa de las tierras aragonesas, formaba parte de la primera línea dentro del sistema defensivo de las aldeas de Daroca.

## Historia
Ocupado primero por un asentamiento celtibérico, no fue hasta la Edad Media cuando el castillo adquirió importancia, al pasar a formar parte de las defensas de Aragón ante el reino de Castilla, junto con los castillos de Peracense, Tornos, Albarracín o la misma ciudad de Daroca. En 1347 Pedro el Ceremonioso lo entregó a los nobles aragoneses de la Unión, pero fue recuperado y reforzado. Fue asediado por Pedro I el Cruel en 1356 y por el castellano Gómez Carrillo «el Feo» el 1449, bajo las órdenes de Álvaro de Luna.
Con la unión dinástica entre Aragón y Castilla y las nuevas armas de fuego, el castillo dejó de tener importancia y fue abandonado.

## Descripción

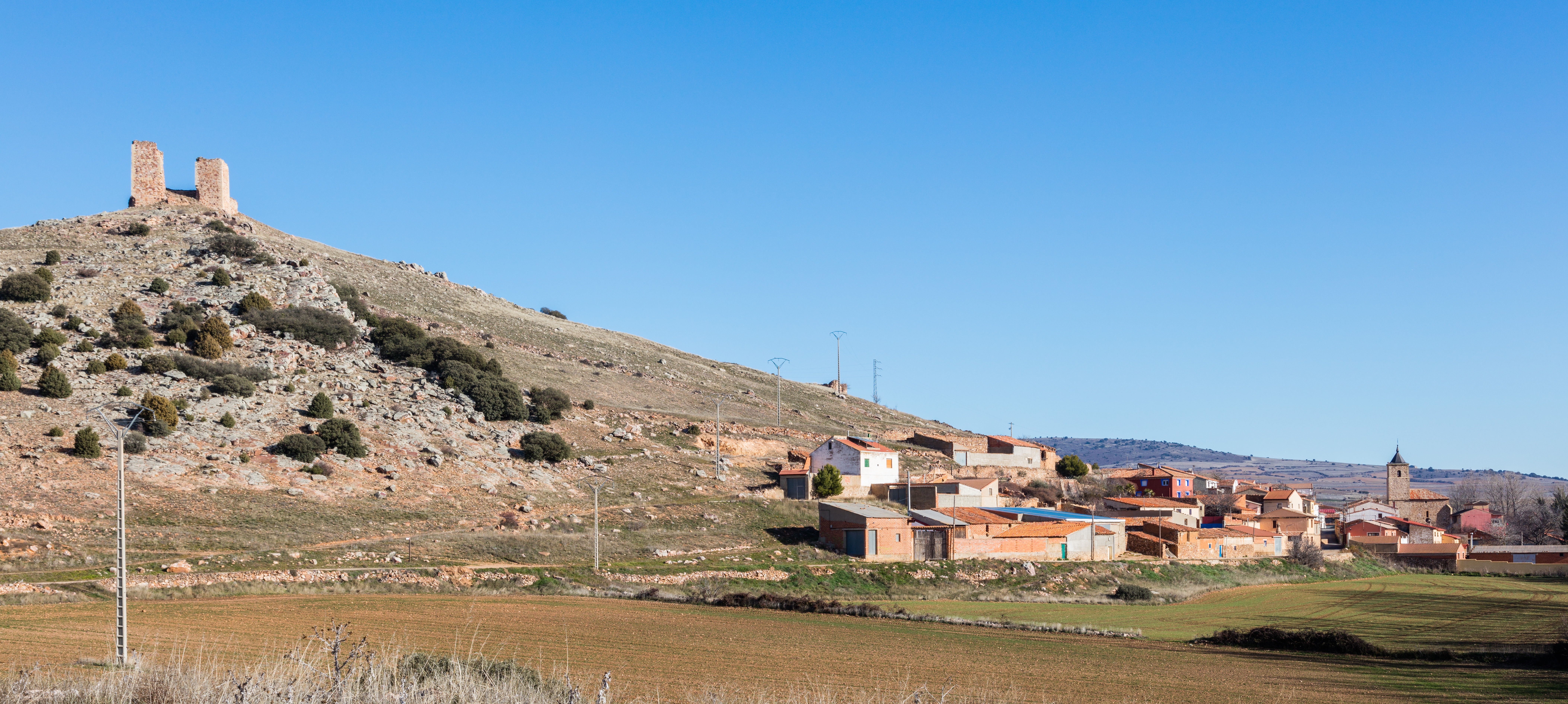
Vista del castillo sobre el municipio.

Era un castillo de pequeñas dimensiones pero muy protegido situado sobre la cresta rocosa de la loma, a los pies de cuya ladera se asienta la localidad.
El castillo era de planta cuadrada y se conservan restos importantes de las dos torres, junto con parte de la muralla que las unía con una planta de 20 por 25 metros. Las otras dos torres están completamente en ruinas y sólo quedan los cimientos. En una de las vertientes de la montaña hay restos de otra torre.